# Iablanița
Iablanița (în bulgară Ябланица) este un oraș în Obștina Iablanița, Regiunea Loveci, Bulgaria.
Este reședința obștinei omonime.

## Demografie
Componența etnică a orașului Iablanița
     Romi (8,63%)
     Bulgari (77,35%)
     Nicio identificare (13,38%)
     Altele (0,83%)
La recensământul din 2011, populația orașului Iablanița era de 2.884 locuitori. Din punct de vedere etnic, majoritatea locuitorilor (77,35%) erau bulgari, cu o minoritate de romi (8,63%). Pentru 13,38% din locuitori nu este cunoscută apartenența etnică.